# Malešnica
Malešnica je zagrebačko gradsko naselje (kvart) koje se nalazi na zapadu grada, sjeverno od Španskog, a južno od Vrapča. Prema podacima iz 2009., pod upravom Mjesnog odbora Malešnice, odnosno na području ovog gradskog naselja živi 12000 st. na površini od 70 ha.
Prema podjeli ustanovljenoj Statutom Grada Zagreba 14. prosinca 1999., pripada Gradskoj četvrti Stenjevec te se nalazi u njegovom sjevernom dijelu.
Malešnica se smatra za život jednim od najpogodnijh zagrebačkih kvartova zbog izgrađene infrastrukture, pravilne urbanizacije, novogradnje te niske stope kriminaliteta. Poštanski broj kvarta je 10090. U četvrti se nalazi Gimnazija Lucijana Vranjanina.